# Типологија онлајн медија
Развој медија генерално, па тако и онлајн медија, динамичан је процес који временом ствара карактеристике, закономјерности и обиљежја која одређују медије и њихову разноврсност, те њихову подјелу по врсти и типологији по којој се препознају. 
Онлајн медији се константно развијају, али се неке њихове компоненте могу одредити као посебне и јединствене у односу на традиционалне медије. 
Онлајн медији често играју важну улогу у информисању грађана и обликовању друштва. Свијет информација је готово у потпуности пренешен на платформе нових медија. Из угла медиологије, онлајн медији су битно допринијели промјени епохе и ширењу медијасфере. Разумјети функцију, историју, утицаје и подјелу важан је дио сналажења у комплексном медијском добу и један од основних дијелова медијске и дигиталне писмености. Кључни фактори који утичу на развој медија могу се подијелити на два дијела: друштвене и технолошке. Одређења друштвена уређења и стања погодовала су развоју нових медија. Поред тога, развој технологије условио је стварање и прилагођавање медија новој технолошкој реалности. 
Онлајн медији су веб странице којима је најважнија сврха информисати кориснике, независно од тога какав садржај је у питању и независно од  тога да ли је ријеч о дигиталном издању класичног, већ постојећег медија или новог медија (Климеш, 2018:4, према Браутовић 2011:13). 
Онлајн новинарство припада породици медија и представља дио новинарске свјетске индустрије. У ужем смислу припада оном дијелу новинарства који се бави електронским презентовањем догађаја јавности и представља једну технолошку форму те презентације на интернету. У доминирајућој медијској култури интернета, новинарство као дјелатност добија нови смисао. Новинар није само сакупљач информација, он је одговорна особа за одабир информација, којих је све више. Структура веба директно је подстакла нове механизме у фази прикупљања онлајн информација, нове технике у фази њихове обраде и нове методе у фази саопштавања информација у онлајн новинарству.

## Историјски развој комуникације и медија
Развој медија представља процес који је значајно утицао на облик и трансформацију друштва и људске комуникације.
Свједоци смо да су данас медији свуда око нас и да су дио наше свакодневнице.
Медији су прошли пут од прикмитивних облика из доба предисторије масовног комуницирања, све до појаве Свјетске мреже и дигиталних платформи. 
Новинарство је професија која је међу првима препознала и разумјела снагу и потенцијал интернет сервиса и своје ресурсе и стратегију дјеловања и развоја усмјерила према тој технологији, прилагођавајући своје функције и технике новонасталој технологији преноса.
Епохе у развоју комуникације:
1.    Усмена комуникација- најстарији облик комуникације када су се знање и приче преносиле усменим путем.
2.    Писана комуникација- представља период појаве писма када се информације и знање биљеже писменим путем и на тај начин чувају од заборава и преносе између комуникатора на различитим удаљеностима, додуше на веома спор и скуп начин.
3.    Најзначајнија прекретница и званични почетак масовне комуникације била је Гутенбергова штампарија у 15. вијеку која је омогућила масовну производњу књига, али касније и новина и памфлета.
4.    Почетком 17. вијека, појављују се прве, историји новинарства познате новине ,,Relation“.
5.    Радио се појављује у првој деценији 20. вијека.
6.    Телевизија, као најутицајнији масовни медиј, свој пут почиње 1925. године, када је Џ. Л. Берд у Паризу успјешно пренио слику лутке са поткровља у приземље једног објекта.
7.    Интернет, а посебно World Wide Web, као свјетска мрежа, 1991. године, представља револуцију у начину конзумације али и производње медијског садржаја, и његовим развојем почиње и развој нове врсте медија, које називамо онлајн медијима.
,,Интернет се дефинише као дигитализовано савремено информацијско-комуникацијско средство које функционише на принципу мрежног повезивања и нелинеарног кретања према садржајима."  
Интернет, својом мрежном структуром, омогућује новинарима широм свијета приступ подацима, архивама, примарним и секундарним изворима. Тај приступ немају само они. Неке теме, које су раније биле ексклузивне или су ширене у јавности као гласине, сада може донекле да контролише и публика. Интернет омогућује да новинар може ,,уживо да извјештава“ о било ком догађају. Ово је веома повољно у времену када расте потреба за актуелношћу.

## Комуникатори на интернету
Посматрајући интернет као јавни простор и нови модел јавне сфере поставља се кључно питање: ко су актери интернетског простора? Служећи се теоријом савремених информационо-комуникационих система, аутора Мирољуба Радојковића и Бранимира Стојковића, можемо издвојити три кључна типа актера:
1.    Професионални комуникатори су новинари на веб порталима за које у интернетском простору вриједе иста етичка правила и норме као и у стварном офлајн простору и у том контексту разлике између њихове одговорности у традиционалном и хибридном јавном простору нема.
2.    Непрофесионалци -комуникатори су блогери, инфлуенсери, јутјубери. Они све више постају врста нових носилаца јавног мњења и без обзира на то што немају или не морају имати професионалне компетенције као професионални комуникатори, имају специфичну одговорност у јавном простору- не само због утицаја који имају на обликовање ставова јавности, него и због чињенице да је њихов досег публике неријетко већи од досега неких традиционалних медија суочених с падом повјерења публике.
Важан дио онлајн сфере предсављају и друштвени медији ондосно друштвене мреже. Друштвени медији олакшавају размјену идеја, мисли и информација кроз изградњу виртуелних мрежа и заједница. Највеће друштвене мреже укључују Фејсбук, Инстаграм, Икс, Јутјуб и Тик Ток.
3.    Грађани-комуникатори на порталима и друштвеним мрежама- за које је најтеже дефинисати концепте одговорности и правила комуницирања, с обзиром на то да се управо на њих највише односи теза о интернету као истовремено и приватном и јавном простору (Турчило, Ишерић, 2022:30, према М.Радојковић, Б.Стојковић, 2009).

## Први онлајн медији
Историјски су се онлајн медији појавили у веома важном тренутку за свијет медија. Са становишта медијске карактеристике епохе у ком су се појавили онлајн медији, можемо рећи да је то лиминално вријеме између првог и другог медијског доба (Тапавички Дуроњић, 2017:67, према Холмс, 2005). Завршено је вријеме емитовања и пласирања информација и почиње вријеме флуидне дистрибуције информација. Пракса продукције вијести на свјетској мрежи наговијестила је оно што ће ускоро бити означено именом онлајн новинарство. Први веб-сајт онлајн вијести појављује се 1990. године у редакцији ,,Њуз Обсервер“ у Сјеверној Каролини. У почетку, новина је најчешће преузимала вијести из других медија и сортирала их у категорије ,,Националне вијести“ , ,,Политика“, ,, Свијет“, ,,Спорт“. Пракса самосталне продукције још није постојала (Тапавички Дуроњић, 2017: 58, према Карлсон, 2001). Вол стрит журнал, се у истом периоду усмјерио на форму објаве плаћених вијести. Као ране онлајн новине помињу се и дневне новине ,,Чикаго трибјун“, које су се на вебу појавиле 1992. године (Тапавички Дуроњић, 2017:58, према Тодоровић, 2004). У раним фазама онлајн новинарства локални медији показали су више храбрости да експериментишу с надолазећом информационом и медијском технологијом. Француски ,,Л монд“, елитна свјетска новина која се финансира путем претплате, постављена је на веб 1995. године. ,,Њујорк Тајмс“ је учинио исто годину дана касније под именом ,,Њујорк Тајмс на вебу“.(Тапавички Дуроњић, 2017:59, према Бозковски,2005:202). Медији главног тока су опрезно покретали онлајн издања, те је брзина ширења онлајн медија у првој фази развоја, завршена 2000. године (Тапавички Дуроњић,2017:59, према Дијаз,2013). Веб сајтови у раном периоду онлајн новинарства, били су статични са ријетким ажурирањем садржаја, док су интерактивност и мултимедијалност били неразвијени.

## Типологија према Алонзу и Мартинезу
Када говоримо о врстама и типологијама онлајн медија, морамо знати да постоји много типологија од различитих аутора у различитим временским периодима у посљедњих тридесет година. 
Подјеле се заснивају на различитим аргументима за класификацију онлајн медија. Алонзо и Мартинез су 2003. године извршили типологизацију онлајн медија користећи неколико фактора анализе:
1.    Према сврси или циљевима којима тежи онлајн медиј
2.    Према карактеру јавности према којој је онлајн медиј усмјерен
3.    Према елементима професионалних, уредничких и етичких критерија новинарског рада у онлајн медију
4.    Према степену и квалитету ажурирања садржаја (Тапавички Дуроњић, 2017: 67,68; према Алонзо и Мартинез, 2003; према:Палациос и Ноци, 2009). 
Одредити сврху и циљ једног медија посебно је важан фактор у данашњем добу хиперпродукције садржаја. Одабрати циљну јавност којој се онлајн медиј обраћа неопходан је корак који усмјерава један онлајн медиј према дијелу публике коју је све теже пронаћи у глобализованом свијету и мрежној структури интернета. Самим тим и циљ који је онлајн медиј поставио испред себе лакше је достижан, био он економског, друштвеног или политичког карактера. Придржавање или непридржавање критерија, како професионалних и етичких, тако и уредничких значајно одређује врсту али и позицију онлајн медија међу онлајн публиком. Најзад, ажурирање садржаја постаје кључни модел оцјене квалитета једног веб портала, у времену када брзина игра кључну улогу у медијасфери, актуелност и бирање позиције одређене вијести на сајту, њено благовремено премјештање на друге позиције у складу са повратном информацијом од стране корисника, постају предмет озбиљних планова о систему рада онлајн медија.

## Типологија премаМарку Дезеу
Једна од најранијих типологија јесте она Марка Дезеа, холандског комуниколога и професора за медијске студије на Универзитету у Амстердаму. Он је 1999. године као критериј за подјелу узео два феномена: уреднички садржај и јавну повезаност уз помоћ веб стране. Уреднички садржај дефинисао је као све оно што новинар конструише, створи и публикује на онлајн издању. Под јавном повезаношћу подразумијева јавну комуникацију, која је уз то и слободна или, како он то означава, комуникација без формалних препрека у приступу (Тапавички Дуроњић, 2008:67, према Дезе,1999). Онлајн новинарство према Дезеу има четири врсте организације садржаја на страницама, с обзиром на начин како су уређене странице: 
1.    Водеће информативне стране
2.    Индекс и категоријске странице
3.    Метастранице и коментаторске странице
4.    Заједничке странице и странице за дискусију
Прва врста страница је готово технички усаглашена, и у формирању садржаја на овим страницама онлајн уредници односно новинари воде се истом намјером као и традиционални новинари, привлачењем пажње читалаца. Нет новинар на овим страницама користи специфичне вјештине писања вијести, у форми хипертекста и технике хипермедија. Ово је најшире распрострањен облик онлајн новинарства. 
У другој врсти информативних страница  новинари нуде дубоке линкове који воде на већ постојеће информативне стране на мрежи. Линкови су прегледни и разумљиви кориснику, јер су категорисани по сродним појмовима. Ове онлајн стране не нуде много властитог садржаја, већ упућују на садржај који је смјештен негдје на вебу. Овај вид новинарства често користе фирме за истраживање маркетинга и аутори блога.
Трећа врста страница уреднички садржај усмјерава према другим медијима. Садржај на овим страницама генерише више новинара, те се ова врста онлајн новинарства сматра врло демократском и корисном за развој професије.
У четвртој врсти страница ријеч је о групном укључивању на интернет, које даје приказ личних ставова, објашњења и искустава неограниченог броја појединаца повезаних на овај начин. Оне изгледају као уређене платформе за дискутовање о садржајима пронађеним негдје на интернету (Тапавички Дуроњић, 2008:70, према Дезеу,1999:16). 
Карактеристике које међусобно повезују поменуте врсте онлајн страница и које их разликују од традиционалних медија јесу специфична форма писања и јединствене разлике у примјени технолошких могућности у онлајн новинарству. Вард их је подијелио у: хипертекстуалност, мултимедијалност, интерактивност (Тапавички Дуроњић, 2008: 71, према Вард, 2002: 20-22) али и архивирање.

## Подјела према Драгану Варагићу
Варагић издваја пет врста онлајн медија. Бренд медији су искључиво онлајн медији чија популарност постаје упоредива са са популарношћу веб сајтова традиционалних медија. Агрегациони медији су различити типови онлајн сервиса који на једном мјесту пласирају дијелове информација са различитих онлајн извора. Аматерски медији представљају налоге на различитим форумима и блоговима, различитих појединаца који путем њих креирају мишљење своје околине. Потрошачки медији су они медији који имају успјеха у привлачењу коментара корисника на нивоу приказа одређених  производа, приказа који утичу на куповину приказаних производа. Најпознатији примјер је Амазон. Компанијски медији имају за циљ креирање квалитетног онлајн медија у контексту потреба циљних група.
Поред класификација наведених аутора, онлајн медији могу се дијелити и по обиму медијске продукције и дјеловања на: свјетске, националне, регионалне и локалне. Такође, онлајн медији се разликују и према томе да ли је ријеч искључиво о јединственом медију, или је медиј настао ширењем редакције традиционалног, класичног медија претходника.